# Connantre
Connantre is een gemeente in het Franse departement Marne (regio Grand Est). De plaats maakt deel uit van het arrondissement Épernay. Connantre telde op 1 januari 2022 1.006 inwoners.

## Geografie
De oppervlakte van Connantre bedroeg op 1 januari 2022 28,55 vierkante kilometer; de bevolkingsdichtheid was toen 35,2 inwoners per km².

## Demografie
Onderstaande figuur toont het verloop van het inwonertal (bron: INSEE-tellingen).